# Marvell Tell
Marvell Tell III (Pasadena, 2 agosto 1996) è un giocatore di football americano statunitense che milita nel ruolo di safety per i Cincinnati Bengals della National Football League (NFL).

## Carriera

### Indianapolis Colts
Tell fu scelto nel corso del quinto giro (144º assoluto) del Draft NFL 2019 dagli Indianapolis Colts. Debuttò come professionista subentrando nella gara del quarto turno contro gli Oakland Raiders senza fare registrare alcuna statistica. Nella settimana 9 contro i Pittsburgh Steelers, Tell forzò un fumble del running back Jaylen Samuels che fu recuperato dal compagno Justin Houston. La sua stagione da rookie si concluse con 26 tackle e 5 passaggi deviati in 13 presenze, di cui una come titolare. Nella stagione 2020 decise di non scendere in campo a causa della pandemia di COVID-19.

### Cincinnati Bengals
Il 1º settembre 2022 Tell firmò con i Cincinnati Bengals.